# 北方鸟巢兰
北方鸟巢兰（学名：Neottia camtschatea）为兰科鸟巢兰属下的一个种。

## 扩展阅读
- 維基物種上的相關：北方鸟巢兰